# Giải bóng đá hạng nhì quốc gia Cộng hòa Síp 2015–16
Giải bóng đá hạng nhì quốc gia Cộng hòa Síp 2015–16 là mùa giải thứ 6` của bóng đá hạng nhì Cộng hòa Síp. Giải khởi tranh ngày 18 tháng 9 năm 2015 và kết thúc ngày 26 tháng 3 năm 2016. Karmiotissa giành danh hiệu đầu tiên.

## Thay đổi đội bóng từ mùa giải 2014–15
Các đội thăng hạng Giải bóng đá hạng nhất quốc gia Cộng hòa Síp 2015–16
- Enosis Neon Paralimni
- Pafos FC
- Aris Limassol

Các đội xuống hạng từ Giải bóng đá hạng nhất quốc gia Cộng hòa Síp 2014–15
- Othellos Athienou

Các đội thăng hạng từ Giải bóng đá hạng ba quốc gia Cộng hòa Síp 2014–15
- THOI Lakatamia
- ASIL Lysi
- PAEEK

Các đội xuống hạng Giải bóng đá hạng ba quốc gia Cộng hòa Síp 2015–16
- APEP

## Sân vận động và địa điểm
Ghi chú: Bảng liệt kê câu lạc bộ theo thứ tự bảng chữ cái.
| Câu lạc bộ       | Vị trí                   | Địa điểm                          | Sức chứa |
| ---------------- | ------------------------ | --------------------------------- | -------- |
| AEZ              | Zakaki, Limassol         | Zakaki Community Stadium          | 2.000    |
| Anagennisi       | Deryneia, Famagusta      | Anagennisi Football Ground        | 5.800    |
| ASIL             | Larnaca                  | Grigoris Afxentiou Stadium        | 2.000    |
| Digenis          | Oroklini, Larnaca        | Koinotiko Stadio Oroklinis        | 1.500    |
| Elpida           | Xylofagou, Larnaca       | Michalonikeio Stadio Xylofagou    | 2.000    |
| ENAD             | Polis, Paphos            | Dimotiko Stadio Polis Chrysochous | 1,300    |
| EN Parekklisia   | Parekklisia, Limassol    | Parekklisias Stadium              | 3.000    |
| Karmiotissa      | Pano Polemidia, Limassol | Pano Polemidia Municipal Stadium  | 1.500    |
| Nikos & Sokratis | Erimi, Limassol          | Erimi Community Stadium           | 1.000    |
| Olympiakos       | Nicosia                  | Makario Stadium                   | 16.000   |
| Omonia Ar.       | Aradippou, Larnaca       | Aradippou Stadium                 | 2.500    |
| Othellos         | Athienou, Larnaca        | Othellos Athienou Stadium         | 2.500    |
| PAEEK            | Lakatamia, Nicosia       | Keryneia Epistrophi Stadium       | 2.000    |
| THOI             | Lakatamia, Nicosia       | EN THOI Stadium                   | 3.500    |

## Bảng xếp hạng
| XH | Đội                                            | Tr | T  | H | T  | BT | BB | HS | Đ    | Lên hay xuống hạng                                      | Thành tích đối đầu      |
| -- | ---------------------------------------------- | -- | -- | - | -- | -- | -- | -- | ---- | ------------------------------------------------------- | ----------------------- |
| 1  | Bản mẫu:Fb team Karmiotissa Polemidion (C) (P) | 26 | 20 | 1 | 5  |    |    |    | 61   | Thăng hạng Giải bóng đá hạng nhất quốc gia Cộng hòa Síp |                         |
| 2  | Bản mẫu:Fb team AEZ Zakakiou (P)               | 26 | 19 | 3 | 4  |    |    |    | 60   | Thăng hạng Giải bóng đá hạng nhất quốc gia Cộng hòa Síp |                         |
| 3  | Bản mẫu:Fb team Anagennisi Dherynia (P)        | 26 | 17 | 8 | 1  |    |    |    | 59   | Thăng hạng Giải bóng đá hạng nhất quốc gia Cộng hòa Síp | DER 2–0 OLY OLY 1–1 DER |
| 4  | Bản mẫu:Fb team Olympiakos Nicosia             | 26 | 20 | 2 | 4  |    |    |    | 0591 |                                                         | DER 2–0 OLY OLY 1–1 DER |
| 5  | Bản mẫu:Fb team Othellos Athienou              | 26 | 17 | 5 | 4  |    |    |    | 56   |                                                         |                         |
| 6  | Bản mẫu:Fb team THOI Lakatamia                 | 26 | 11 | 2 | 13 |    |    |    | 35   |                                                         |                         |
| 7  | Bản mẫu:Fb team ENAD Polis Chrysochous         | 26 | 9  | 6 | 11 |    |    |    | 33   | ENAD 4–1 PAEEK PAEEK 1–0 ENAD                           |                         |
| 8  | Bản mẫu:Fb team PAEEK                          | 26 | 10 | 3 | 13 |    |    |    | 33   | ENAD 4–1 PAEEK PAEEK 1–0 ENAD                           |                         |
| 9  | Bản mẫu:Fb team Omonia Aradippou               | 26 | 9  | 5 | 12 |    |    |    | 0302 |                                                         |                         |
| 10 | Bản mẫu:Fb team Enosis Neon Parekklisia F.C.   | 26 | 6  | 8 | 12 |    |    |    | 26   |                                                         |                         |
| 11 | Bản mẫu:Fb team ASIL Lysi                      | 26 | 6  | 7 | 13 |    |    |    | 25   |                                                         |                         |
| 12 | Bản mẫu:Fb team Elpida Xylofagou (R)           | 26 | 3  | 6 | 17 |    |    |    | 15   | Giải bóng đá hạng ba quốc gia Cộng hòa Síp              |                         |
| 13 | Bản mẫu:Fb team Nikos & Sokratis Erimis (R)    | 26 | 2  | 3 | 21 |    |    |    | 9    | Giải bóng đá hạng ba quốc gia Cộng hòa Síp              |                         |
| 14 | Bản mẫu:Fb team Digenis Oroklinis (R)          | 26 | 1  | 5 | 20 |    |    |    | 8    | Giải bóng đá hạng ba quốc gia Cộng hòa Síp              |                         |

Cập nhật đến ngày 26 tháng 3 năm 2016
Nguồn: CFA, Soccerway
Quy tắc xếp hạng: 1) Điểm; 2) Điểm thành tích đối đầu; 3) Hiệu số đối đầu; 4) Số bàn thắng sân khách đối đầu; 5) Hiệu số; 6) Số bàn thắng.
1 Olympiakos Nicosia bắt đầu giải với việc trừ 3 điểm vì không đáp ứng tiêu chuẩn tài chính.
 2 Ngày 11 tháng 3 năm 2016, Omonia Aradippou bị trừ 2 điểm vì không đáp ứng tiêu chuẩn tài chính.
(VĐ) = Vô địch; (XH) = Xuống hạng; (LH) = Lên hạng; (O) = Thắng trận Play-off; (A) = Lọt vào vòng sau. 
Chỉ được áp dụng khi mùa giải chưa kết thúc: 
(Q) = Lọt vào vòng đấu cụ thể của giải đấu đã nêu; (TQ) = Giành vé dự giải đấu, nhưng chưa tới vòng đấu đã nêu.